# Elina Dzenngo
Elina Dzenngo (gr. Ελίνα Τζένγκο, Elína Tzénggo; ur. 2 września 2002) – grecka lekkoatletka specjalizująca się w rzucie oszczepem.
W 2018 zajęła siódme miejsce w mistrzostwach Europy U18 oraz zdobyła złoty medal igrzysk olimpijskich młodzieży. Podczas kolejnego sezonu była czwarta w mistrzostwach Europy do lat 20. W sezonie 2021 została mistrzynią Europy juniorów oraz wicemistrzynią świata w tej kategorii wiekowej. W 2022 została w Monachium mistrzynią Europy. Rok później zdobyła złoty medal młodzieżowych mistrzostw Europy. Szósta oszczepniczka czempionatu Starego Kontynentu w Rzymie (2024) oraz uczestniczka igrzysk olimpijskich w tym samym roku w Paryżu, gdzie zajęła 9. miejsce.
Złota medalistka mistrzostw Grecji oraz reprezentantka kraju na drużynowych mistrzostwach Europy.
Rekord życiowy: 65,81 (20 sierpnia 2022, Monachium). 1 sierpnia 2020 w Janinie uzyskała lepszy wynik od dotychczasowego rekordu świata U20 (63,96), jednakże nie został on ratyfikowany przez World Athletics z powodu braku kontroli antydopingowej po zakończeniu zawodów, co jest wymogiem uznania rekordu.

## Osiągnięcia
| Rok  | Impreza                                 | Miejsce      | Pozycja           | Wynik         |
| ---- | --------------------------------------- | ------------ | ----------------- | ------------- |
| 2018 | Mistrzostwa Europy juniorów młodszych   | Győr         | 7. miejsce        | 53,84         |
| 2018 | Igrzyska olimpijskie młodzieży          | Buenos Aires | 1. miejsce        | 63,34 + 61,74 |
| 2019 | Mistrzostwa Europy juniorów             | Borås        | 4. miejsce        | 53,99         |
| 2021 | Puchar Europy w rzutach                 | Split        | 7. miejsce        | 58,72         |
| 2021 | I liga drużynowych mistrzostw Europy    | Kluż-Napoka  | 4. miejsce        | 54,86         |
| 2021 | Mistrzostwa Europy juniorów             | Tallinn      | 1. miejsce        | 61,18         |
| 2021 | Mistrzostwa świata juniorów             | Nairobi      | 2. miejsce        | 59,60         |
| 2022 | Puchar Europy w rzutach                 | Leiria       | 4. miejsce        | 54,28         |
| 2022 | Mistrzostwa świata                      | Eugene       | el. – 20. miejsce | 57,12         |
| 2022 | Mistrzostwa Europy                      | Monachium    | 1. miejsce        | 65,81         |
| 2023 | Puchar Europy w rzutach                 | Leiria       | 1. miejsce        | 63,65         |
| 2023 | I dywizja drużynowych mistrzostw Europy | Chorzów      | 5. miejsce        | 59,40         |
| 2023 | Młodzieżowe mistrzostwa Europy          | Espoo        | 1. miejsce        | 60,73         |
| 2023 | Mistrzostwa świata                      | Budapeszt    | el. – 30. miejsce | 54,27         |
| 2024 | Puchar Europy w rzutach                 | Leiria       | 6. miejsce        | 57,79         |
| 2024 | Mistrzostwa Europy                      | Rzym         | 6. miejsce        | 59,46         |
| 2024 | Igrzyska olimpijskie                    | Paryż        | 9. miejsce        | 61,85         |
| 2025 | Puchar Europy w rzutach                 | Nikozja      | 4. miejsce        | 58,87         |
| 2025 | I dywizja drużynowych mistrzostw Europy | Madryt       | 1. miejsce        | 62,23         |